# 红小麻
红小麻（学名：Laportea interrupta）是荨麻科艾麻属的植物。分布在日本、中南半岛、印度、太平洋岛屿、斯里兰卡、爪哇、台湾岛、非洲、菲律宾以及中国大陆的云南等地，生长于海拔600米至950米的地区，多生在山坡密林下。

## 别名
红小麻草（中国植物科属检索表） 桑叶麻（台湾植物志）

## 异名
- Fleurya interrupta (L.) Gaud.